# Hydrelia crocearia
Hydrelia crocearia là một loài bướm đêm trong họ Geometridae.